# The WB Television Network
The WB Television Network (обычно сокращенный до The WB) — бывшая американская телевизионная сеть. Канал был запущен 11 января 1995 года и просуществовал более десяти лет. 24 января 2006 года владельцы канала CBS Corporation и Warner Bros. объявила о планах закрытия убыточных каналов The WB и UPN и их объединения в новую телесеть The CW, запущенную 18 сентября того же года, сразу после прекращения вещания своего канала. Владелец — WarnerMedia.

## История
Идея запуска канала пришла руководству Warner Bros. в начале девяностых, когда молодая сеть Fox нашла успех в рейтингах благодаря ориентации на молодую аудиторию, а параллельно с этим синдикационные сериалы, такие как «Спасатели Малибу» и «Звёздный путь: Следующее поколение» имели большой успех в мире. 2 ноября 1993 года Warner Bros. объявила о запуске канала и независимая, умирающая компания-владелец ряда региональных станций, Tribune Broadcasting, присоединилась к проекту. Вещание началось в 1995 году, но успех пришёл лишь осенью следующего года, благодаря выходу телесериала «Седьмое небо».
В 1997 году канал выпустил сериал «Баффи — истребительница вампиров», который хоть и не стал хитом, но получал хорошие отзывы от критиков, после чего начался выпуск нацеленных на молодую аудиторию сериалов, таких как «Бухта Доусона», «Фелисити», «Зачарованные», поставившие рейтинговый рекорд премьеры в истории канала, «Тайны Смолвиля», а также менее успешные «Город пришельцев», «Лучшие» и «Ангел». Тем не менее самым рейтинговым шоу в истории сети стала семейная драма «Седьмое небо», к 1999 году наростившая аудиторию до 12,5 миллионов зрителей.
В начале двухтысячных канал не смог выпустить новые успешные шоу, а тем временем прежние хиты завершились или же потеряли рейтинговые позиции. В период между 2003—2005 годам выжили только сериалы «Холм одного дерева» и «Сверхъестественное», рейтинги который никогда не достигали чисел прежних хитов канала. Каждая из драм канала в тот период проваливалась и к удивлению нашёл успех ситком «Риба» со звездой кантри Рибой МакИнтайр в главной роли, стал исключением из череды неудач и громких провалов, таких как «Хищные птицы». Вследствие этого в сезоне 2004-05 канал занял последние место в рейтингах, опустившись ниже своего главного конкурента UPN и даже испаноязычного Univision, несмотря на доступность сети в 91,66 процентах всех домохозяйств страны.
В начале 2006 года владельцы канала объявили о его закрытии и объединении с главным конкурентом, UPN, для запуска The CW. Это событие стало одним из наиболее неудачных решений в телевизионной истории и The CW также регулярно оказывался самым не популярным каналом из пяти эфирных сетей. В результате объединения каналов половина местных филиалов остались сами по себе и объединились в независимую сеть MyNetworkTV, идея которой также провалилась и после двух сезонов неудач с оригинальным программированием канал отказался от него и начал выпускать только повторы старых сериалов. Последний день трансляции The WB, в который вышла специальная программа с участием звезд старых хитов, привлекала лишь один пункт рейтинга и двухпроцентную долю от общего числа зрителей, наблюдавших телевидение в тот день.